# Fabián Antúnez
Edgardo Fabián Antúnez-Percíncula Kaenel SJ (* 15. Mai 1969 in Resistencia) ist ein argentinischer Ordensgeistlicher und römisch-katholischer Bischof von San José de Mayo in Uruguay.

## Leben
Fabián Antúnez erwarb 1992 an der Nationalen Universität des Nordostens ein Lizenziat im Fach Rechtswissenschaft. Am 11. März 1994 trat er der Ordensgemeinschaft der Jesuiten bei und absolvierte in Buenos Aires das Noviziat. Anschließend studierte er Philosophie am Colegio Máximo in San Miguel und Katholische Theologie an der Universität Granada. Am 29. Juli 2006 empfing Fabián Antúnez in Montevideo das Sakrament der Priesterweihe. Nach weiterführenden Studien erwarb er am Colegio Sagrado Corazón in Montevideo einen Magister und 2007 an der Päpstlichen Universität Gregoriana in Rom ein Lizenziat im Fach Moraltheologie
Antúnez war von 2007 bis 2017 als Verantwortlicher für die Pastoral am Colegio Sagrado Corazón in Montevideo tätig. Am 12. März 2015 legte er die feierliche Profess ab. Von 2015 bis 2019 war Fabián Antúnez Superior der Jesuiten-Kommunität Sagrada Familia in Montevideo und Direktor des Spiritualitätszentrums Manresa. Nachdem Antúnez 2019 an der Universität Málaga einen Master im Fach Familienwissenschaften erworben hatte, wurde er Rektor des Colegio Sagrado Corazón und Superior der dortigen Jesuiten-Kommunität. Daneben wirkte er als Kirchlicher Assistent des karitativen Werkes Hogar de Cristo und als Koordinator der geistlichen Bewegung Caná.
Am 30. Juni 2021 ernannte ihn Papst Franziskus zum Bischof von San José de Mayo. Der Erzbischof von Montevideo, Daniel Fernando Kardinal Sturla Berhouet SDB, spendete ihm am 22. August desselben Jahres in der Catedral Basílica de San José de Mayo die Bischofsweihe; Mitkonsekratoren waren der Bischof von Salto, Arturo Fajardo, und der emeritierte Bischof von Melo, Luis del Castillo Estrada SJ. Fabián Antúnez wählte den Wahlspruch Ut serviam („Um zu dienen“).